# Tupirama
Tupirama är en kommun i Brasilien.   Den ligger i delstaten Tocantins, i den centrala delen av landet, 800 km norr om huvudstaden Brasília. Antalet invånare är 1 574.
Omgivningarna runt Tupirama är huvudsakligen savann. Trakten runt Tupirama är nära nog obefolkad, med mindre än två invånare per kvadratkilometer.